# José Scaron
 (octobre 2021).
Pour les articles homonymes, voir Scaron.

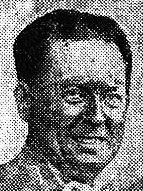
José Scaron en 1931.

Joseph Scaron, dit José Scaron, est un pilote automobile franco-belge, né le 19 avril 1895 à Bruxelles et mort le 17 juillet 1975 à Neuilly-sur-Seine.
Il court sur des circuits, essentiellement en voitures de sport, notamment en endurance, le plus souvent sur petites cylindrées. Sa carrière s'étale sur une trentaine d'années, principalement de 1927 à 1934, en 1938-1939, puis de 1946 à 1953.
Il est le grand-père du journaliste, essayiste et romancier français Joseph Macé-Scaron.

## Biographie
(octobre 2021).
En 1914, Joseph Charles Georges Scaron est enrôlé dans l'armée française, recevant de fait la double nationalité.
José Scaron est d'abord un spécialiste de courses de côte, en remportant près d'une dizaine de victoires durant la première moitié des années 1930. Il apparaît furtivement au Bol d'or automobile en 1922, où il détruit sa voiturette Amilcar. Après ce premier essai malheureux en course, il devient agent commercial pour Amilcar, au Havre, marque à laquelle il reste fidèle jusqu'en 1934.
Après une huitième place au classement général du Grand Prix automobile de La Baule en 1927 au volant d'une Amilcar C6 1,1 litre, il remporte en 1928 des victoires de catégorie cyclecars à Reims (quatrième au général, vainqueur Louis Chiron), La Baule (quatrième au général avec cette victoire) et Boulogne (troisième au général, vainqueur Malcolm Campbell). L'année suivante, il devient pilote d'usine et obtient plusieurs victoires de catégorie cyclecars sur Amilcar en 1 100 cm3. Il finit également deuxième des Grand Prix de Lyon et du Comminges (où il signe le meilleur tour), troisième à La Baule derrière Philippe Étancelin, quatrième à Antibes Juan-les-Pins, cinquième à Dieppe et huitième en Tunisie. Il obtient de bons résultats la saison suivante (1930) : vainqueur du premier Grand Prix du Matin cyclecars de La Baule, du premier Circuit du Dauphiné Cyclecars de Grenoble, du Grand Prix du Comminges 1,1 l, mais aussi deuxième du Gran Premio delle Vetturette de Monza (meilleur temps en course).
En 1931, il gagne la catégorie voiturettes du premier Grand Prix de Casablanca avec la C6 1,1 l (quatrième au général) en battant notamment Emmanuel Galba sur Bugatti Type 37A 1,5 l et Luigi Platé sur Alfa Romeo 6C 1500, ainsi que le Premio Reale di Roma cyclecars, le Circuit du Dauphiné 1,1 l à Grenoble, puis le Gran Premio delle Vetturette de Monza (meilleur temps) et, il termine deuxième au général du Circuit d'Esterel Plage 1,1 l (meilleur temps), puis troisième du Großer Preis von Deutschland 1,1 l et enfin quatrième à La Baule. Il obtient aussi deux troisièmes places au Grand Prix de Tunisie, en 1931 (sur la C6) et 1932 (sur la MC0 1,3 l) en catégorie voiturettes. Toujours en 1932, il est encore troisième au Grand Prix de Casablanca catégorie voiturettes et vainqueur en cyclecars au Grand Prix d'Oranie, avec la MC0, puis vainqueur du Trophée de Provence 1,1 l (meilleur temps) et de la Coppa Acerbo junior à Pescara (meilleur temps). 
Parmi ces nombreuses victoires en catégorie 1 100 à 1 300 cm3, la plus remarquable est probablement celle acquise à Monza en septembre 1931, avec une forte participation internationale (puis celles de juin 1931 à Rome et d'août 1932 à Pescara, le nombre de pilotes étrangers étant alors moindre).
En 1933, José Scaron ne peut que terminer huitième du Grand Prix de Dieppe durant l'année. Toujours faute de résultats significatifs en 1934 avec son constructeur, il s'engage alors sur les voitures privées Alfa Romeo Monza et Bugatti ultérieurement, dans quelques épreuves mineures au milieu des années 1930. Il est ainsi quatrième du Grand Prix de Vichy en 1934 pour l'écurie Braillard avec l'Alfa Romeo Monza 2,6 l L8 et, sixième du Grand Prix de Dieppe pour Raymond Sommer avec la même voiture, le 15 puis le 22 juillet.
Il poursuit sa carrière entre 1938 et 1953 presque exclusivement auprès d'Amédée Gordini et de son écurie.
En 1947, il pilote une Talbot-Lago T150C personnelle, durant quatre Grands Prix.
Il participe aux 24 Heures du Mans à six reprises entre 1938 et 1952, obtenant une dixième place en 1939 (à 44 ans) associé à Amédée Gordini sur Simca 8 1,1 litre L4. Au sein de l'écurie du « Sorcier », il côtoie (entre autres) l'ancien vainqueur manceau Pierre Veyron et il remporte le classement à l'indice de performance de l'épreuve en 1939 avec Amédée Gordini sur la Simca.
Il termine troisième du Grand Prix de Belgique en 1946 (1,1 l) et du Grand Prix de France en 1949, disputés en catégorie Sportscars.
Sa dernière apparition a lieu lors du Tour de France automobile en septembre 1953, sur Simca Aronde (à 58 ans), après quoi il retourne un temps au Havre pour ses affaires commerciales.

## Palmarès

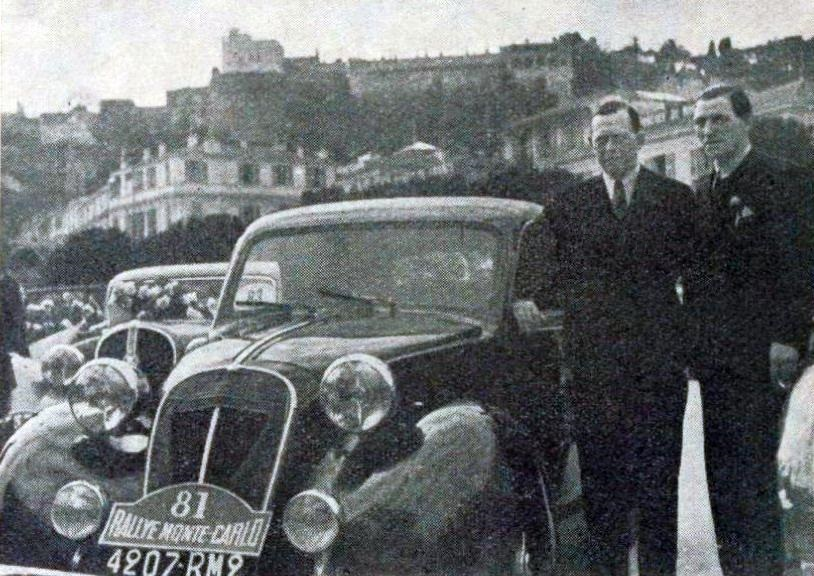
José Scaron (à gauche) et Amédée Gordini, vainqueurs de catégorie 1,5 litre au rallye Monte-Carlo 1939, sur Simca 8.

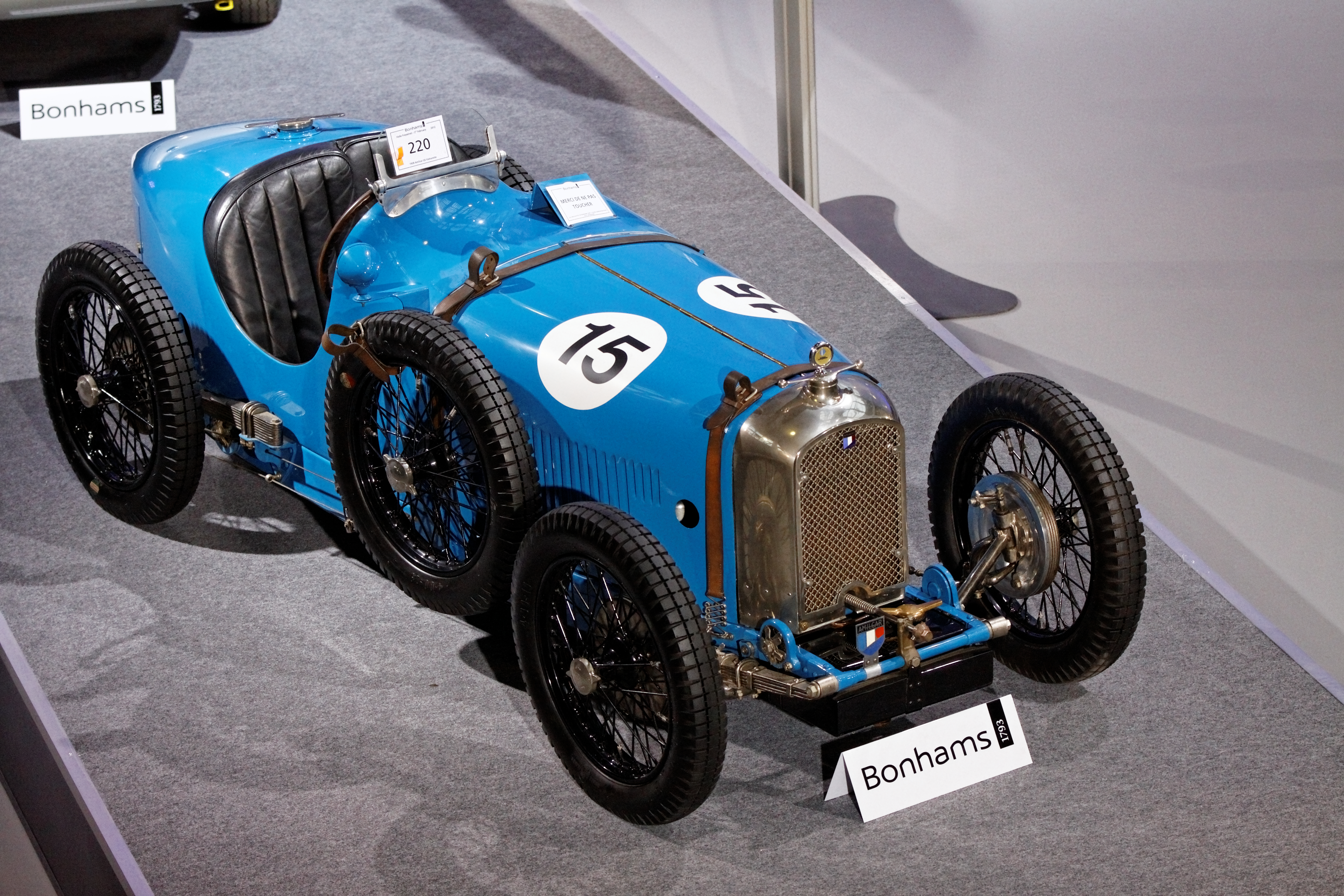
L'Amilcar C6 1.1 l.

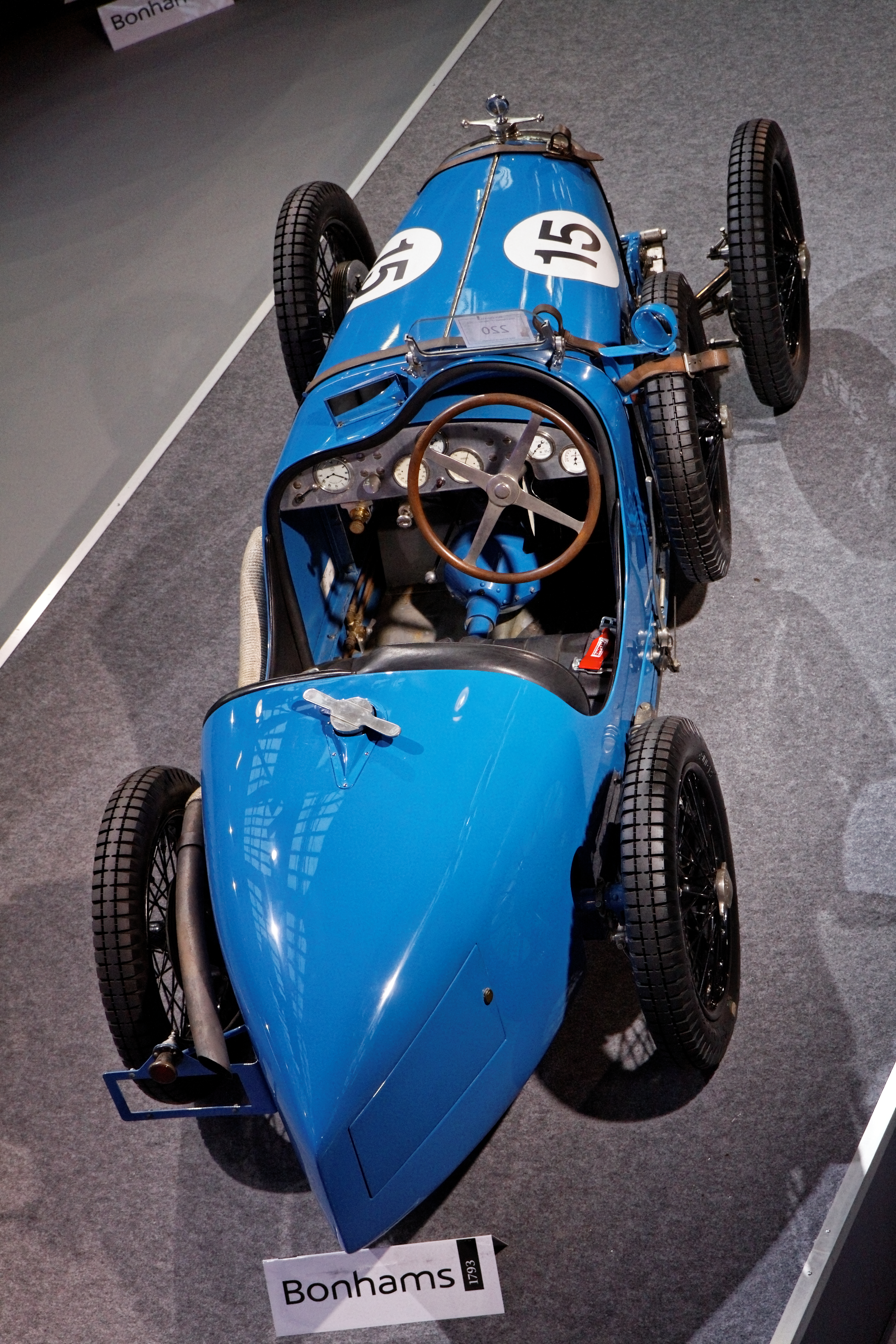
L'Amilcar C6 1,1 l.

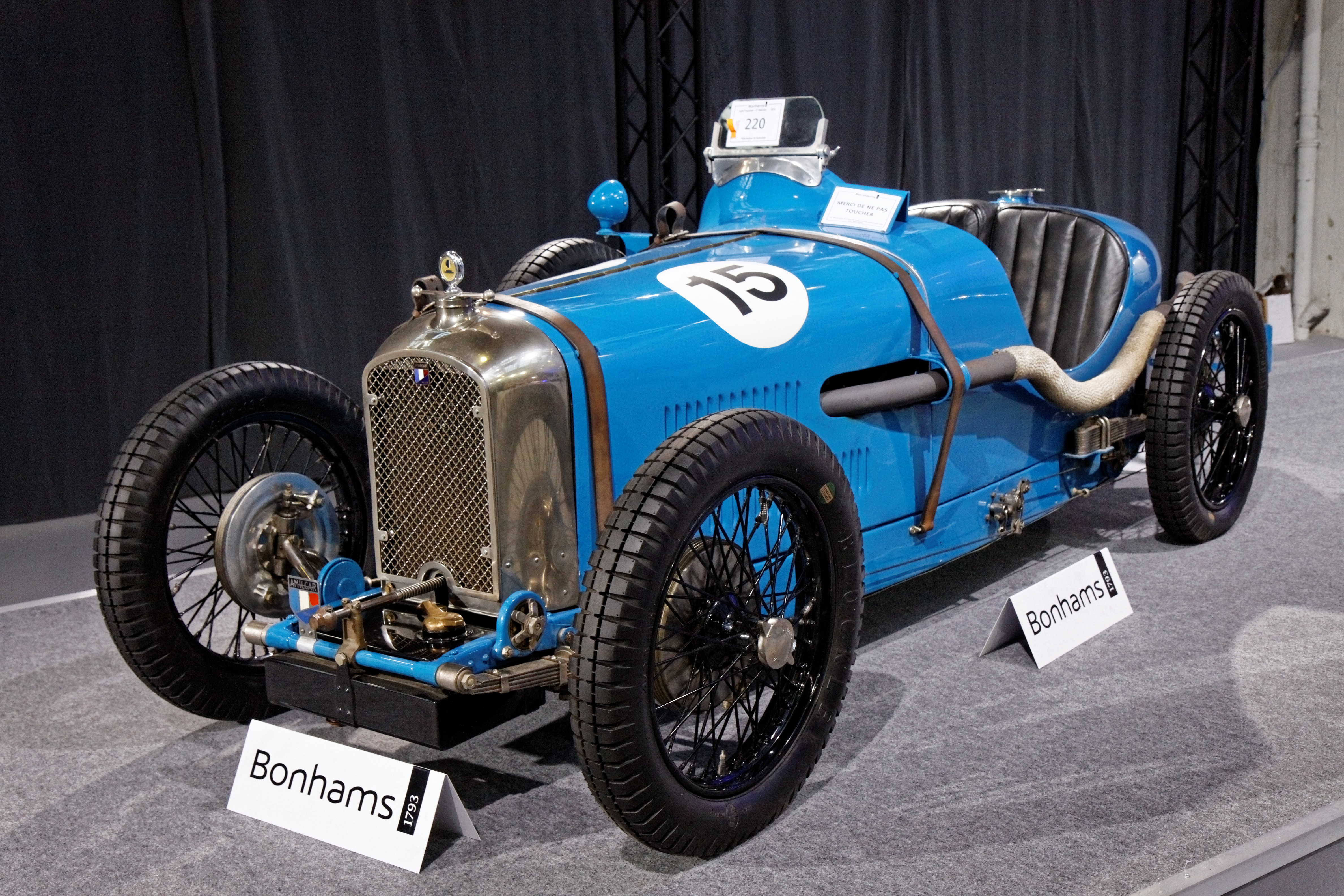
L'Amilcar C6 1,1l (modèle de 1928).

### Rallye
- Vainqueur de catégorie 1.5L avec Amédée Gordini, au Rallye Monte-Carlo 1939 sur Simca 8

### Courses de côte
- La Valette (à Maronne, près de Rouen) en 1929 et 1933, sur Amilcar
- Harfleur (Le Havre) en 1931, sur Amilcar 1,1 l
- Gaillon en 1932, sur Amilcar CO (vingt-septième et dernière édition)
- Chanteloup (nord-ouest de Paris) en 1933 et 1934, sur Amilcar 1,1 l 6 cylindres
- La Tranchée (près de Tours) en 1933, sur Amilcar
- Ars-La Châtre (près de Châteauroux) en 1933, sur Amilcar 1,1 l 6 cylindres
- Argenteuil (nord de Paris) en 1933, sur Amilcar 1,1 l 6 cylindres[5],[6]

### Circuits (hors cyclecars et voiturettes)

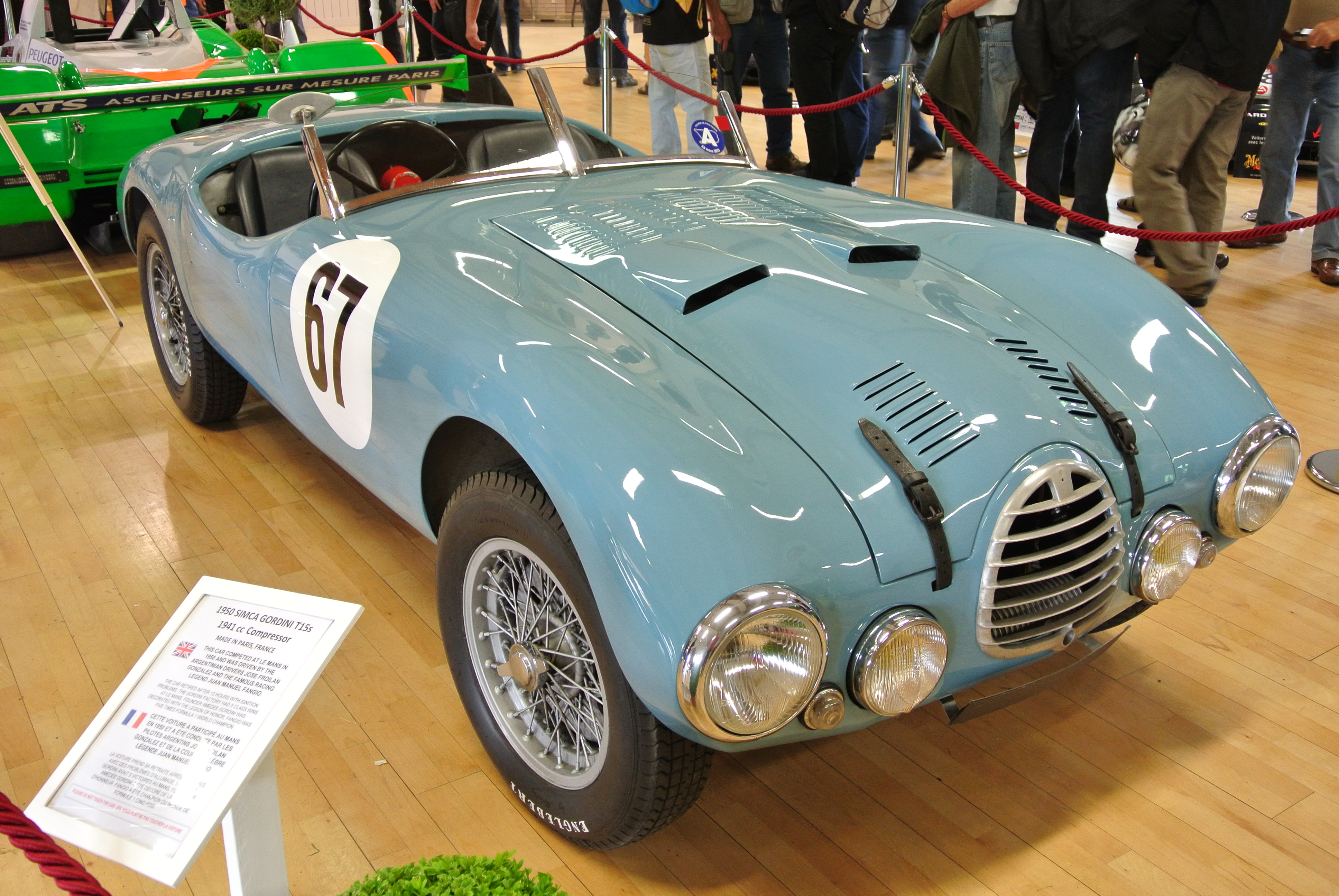
La Gordini T15S, modèle utilisé par José Scaron lors des 24 Heures du Mans 1950, et 1951 avec Aldo Gordini.

- Double vainqueur du Bol d'or automobile, en 1948 (sur Gordini TMM) et 1951 (sur Simca-Gordini 1,5 l), les deux fois à Saint-Germain-en-Laye
- Vainqueur de catégorie <1,1 l ainsi qu'au rendement aux 24 Heures du Mans 1939, avec A. Gordini sur Simca 8 L4
- 3e des 24 Heures de Spa en 1948 (sur Gordini TMM, avec P. Veyron, dernier vainqueur des 24 Heures du Mans avant-guerre)
- 3e du Grand Prix du Comminges en 1949 (sur Gordini TMM)
- 3e du Grand Prix de Bruxelles 1,1 l en 1946 (sur Simca 8)
- 5e du Grand Prix de Reims en 1947 (sur Talbot Lago)
- 7e du Grand Prix de Rouen en 1950 (sur Gordini T15S)
- 8e des 24 Heures de Spa en 1938 (sur Simca 8)
- 8e du Grand Prix de Marseille en 1947 (sur Talbot Lago)
- 10e du Grand Prix de Nîmes en 1947 (sur Talbot Lago)

## Distinctions
- Chevalier de la Légion d'honneur, en 1954